# 保良局莊啟程預科書院

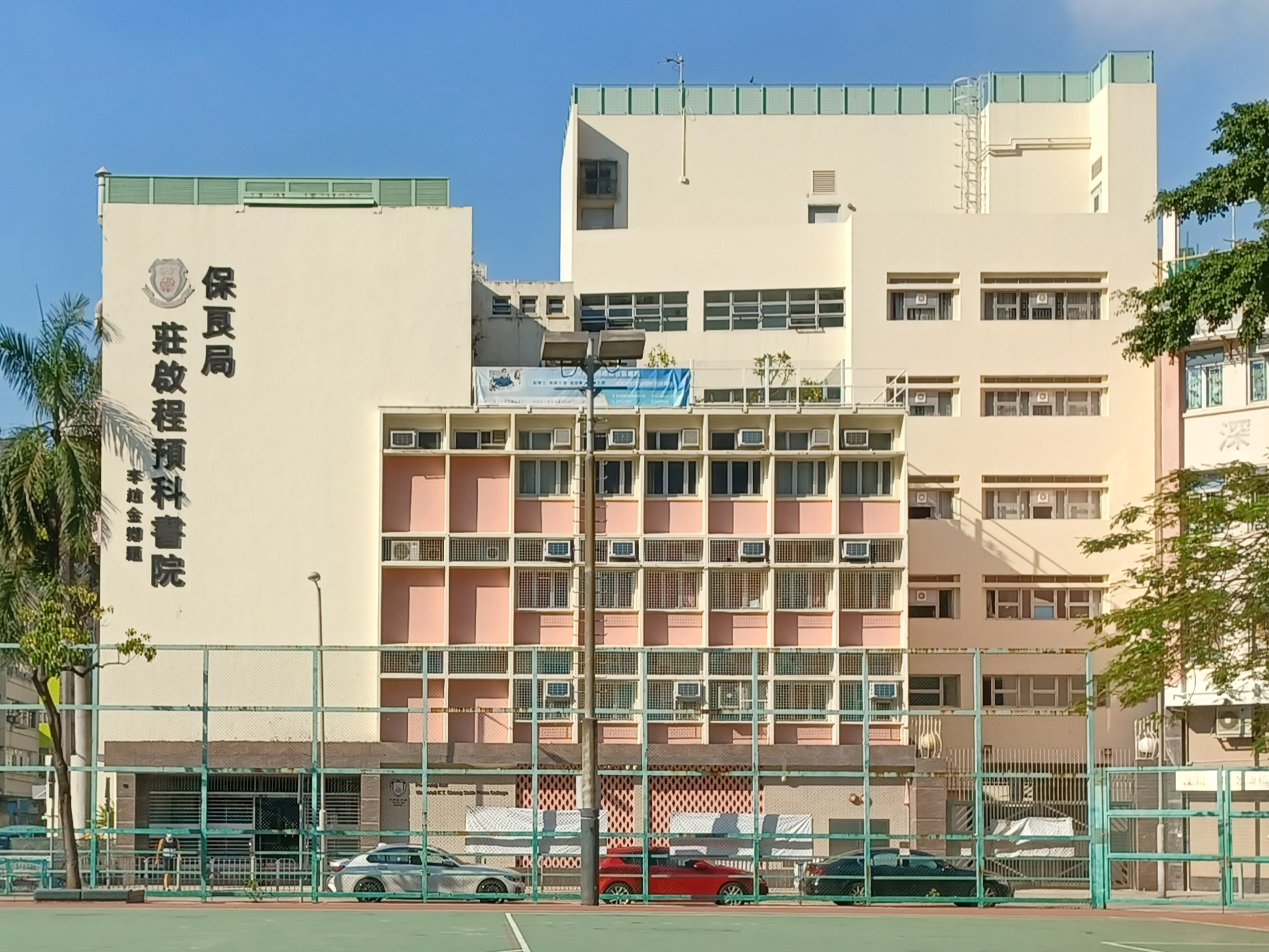
莊啟程預科書院正面

保良局莊啟程預科書院 （英語：Po Leung Kuk Vicwood K. T. Chong Sixth Form College，官方簡稱為莊預、莊預科、KTC，坊間和學生間簡稱莊啟程），是香港一所全日制高中學校，原為全政府津貼預科書院，由保良局管理。校址在香港九龍大角咀柳樹街12號。該校設有日校部及夜校部，兩校共用校舍，但被傳媒報導的多數為日校部，下文中所指的亦屬日校。

## 歷史
莊啟程預科書院的地址前身是詩歌舞街官立學校及胡忠中學舊址，在1991年創立。得蒙保良局庚午年主席莊啟程捐撥100萬港元開辦經費而成立。
直至2008-09學年，書院只開辦中六至中七的預科課程。2009-10學年起，因應香港實行三三四高中教育改革，書院同時開辦新高中課程。
2012-13學年，書院全面轉型為高中書院，開辦中四至中六的新高中課程，但保留「預科書院」校名。
莊啟程預科書院家長教師會於2018年7月9日向全校家長發通告，表示該校「擬於兩或三年後開始招收中一學生，並逐步發展成為一所24班的完全中學（中一至中六）。這發展方向已於2018年6月25日獲本校法團校董會原則上批准，現正進行諮詢。......經初步的諮詢（包括全體老師及家校會）後，現時有Plan A（於2021年9月1日起開始招收中一）及Plan B（於2020年9月1日起開始招收中一）兩個方案......」。莊啟程預科書院家長教師會發通告邀請家長於2018年7月21日下午2:30至4:00到莊啟程預科書院禮堂出席家長諮詢會。意即莊啟程預科書院有可能獨立發展成為一所有24班的中一至中六級的完全中學，與保良局唐乃勤初中書院的一條龍關係亦有可能因而結束。
根據媒體報道，與莊啟程一條龍直升中四的唐乃勤學生質素一直欠佳，以致莊啟程未有如以往在公開試取得優異成績。據聞為免受與莊啟程預科書院有一定距離的唐乃勤中三畢業生拖累，莊啟程預科書院據知最快兩年內自行招收中一學生，並開辦共廿四班的中一至中六課程，以確保收生質素。部分家長則擔心不少唐乃勤初中書院學生可能會感到非常失望，以為入讀唐乃勤初中書院則可直升莊啟程預科書院。
但到直至2024年還未脫龍之外，唐乃勤初中書院現在已達到每年收生Band 2 尾至 Band 3 頭的學生，換然之，現在的唐乃勤初中書院已達到Band 2C-3A，全英文教學，屬英文中學（除中文及中國歷史外）；並不是芳間網上流言脫龍。

## 校舍
書院校舍分為主座、A座及B座，3座相連呈凹字形，但只能由地下、1樓及5樓的通道來往A座和主座。書院的校舍亦較一般學校的校舍小，設於3座中間的球場亦較一般學校的球場為小。全校的教學空間及部分活動範圍亦已加裝了互聯網接頭，所有課室及特別室均加裝投影機，在演講室更安裝了實物投影器，以提昇教學質素。全校共有200部電腦，供學生及老師使用。
主樓共設有課室19個、導修室6個、實驗室5個、教員室、小賣部1個、校務處、醫療室、天台休憩空間、禮堂以及多媒體教學中心。A座設有輔導室1個、校園電視台製作室、演講室2個、課室4個以及圖書館。B庭則設有接待室、教員室、接見室2個、語言中心、電腦輔助學習中心、升學擇業室、學生會辦事處以及學生活動中心。

## 書院特色

### 導修課
與大學制度相似，書院中每個科目均設有導修課，課堂會分為大課及導修課。在導修課中，一班學生會被分為兩個小組，由兩位導師帶領下學習。學生有較多機會發言，導師亦可有較多時間去了解學生需要。

### 導師制
與一般學校不同，學生行政上並不是以班作單位，而是以導師組作為行政上不同的學生組別。學生進入書院後會被分到不同的導師組，每個導師組有一位導師及十多個學生。一般行政事宜，如點名、派發通告等是由導師進行的。

### 學習指引
書院有自行出版各科的學習指引及聯招指引供學生參考。

### 體育課
在書院中，預科學生的體育課程分為必修及選修部分，而且是男女合班上課。體育老師會提供不同課程予學生選擇，學生需選修2至5個課程去取得合格成績。新高中學生則為全部必修，而且是男女分別由不同老師上課。

### 自主學習獎勵計劃
書院為了讓預科學生擴闊眼界，學習書本以外的知識，在中六級推出自主學習獎勵計劃。中六級學生需透過閱讀、參與講座及工作坊去取得不同的等級。

### 課程廣泛
書院的科目選擇亦較一般學校多。書院提供不同的科目予預科同學去選擇，包括心理學（高級及高級補充）及應用數學等，新高中同學在2009年亦有9個不同科目選擇。書院計劃於2010年提供13個選擇，當中包括健康管理及社會關懷以及旅遊及款待。

### 芬蘭式教育補課系統
書院由2014初開設芬蘭式課後保底班（包括中、英文科的3級保底及各科目的2級保底），務求學生及格率達到100%，並且一個都不能少（芬蘭式保底概念）。此保底措施曾引起小部份師生不滿，但在校長及大部份老師的堅持下，自2015年起取很成效，學生在香港中學文憑試的成績有明顯的進步。自2018年起，該校在香港大學聯合招生辦法（JUPAS）的取錄率，每年皆高於全港學校平均。

## 三社
在2008年及以前，書院的學生活動（如運動會、科際球類比賽等）是以學生所屬的科組分組比拼，即分為文、生物、商及數學組四組。由2009年開始，書院開始隨機將中四及中六新生分為藍、綠、黃三社，但由於中七舊生並不屬於任何一社，所以2009至2010學年的部分比賽採取了班際形式（班際拔河比賽），有部分則將中四學生視為某一科組的成員，將學生分為文組（中六、中七文科及4A班）、生物組（中六、中七生物組及4B班）、商組（中六中七商科及4C班）以及數學組（中六中七數學組）。由2010年開始，書院於學生競技比賽中採用社制將學生分為三組。
2013年起，取消三社形式，運動會比賽改由班際形式舉行。

## 發展
教統局在2009年推行「三三四」學制後，取消中五會考，保良局莊啟程預科書院亦轉型，獲教育局批准與保良局唐乃勤中學「結龍」，唐乃勤中學易名為「初中書院」。初中書院學生完成3年課程後，可直升莊啟程預科書院。
保良局唐乃勤初中書院與保良局莊啟程預科書院結龍后，初中及高中是分開校舍上課。凡於2006年9月入讀唐乃勤初中書院的中一生，完成初中課程後，2009年可升讀莊啟程預科書院的高中課程。初中書院於2007－2008學年計劃招收五班共150名學生，3年後莊啟程預科書院除接收該5班學生外，更計劃公開招收不少於3班中四，合共開辦8班高中一。
由於2006－2007學年入讀初中書院的中一生是第一批受新高中學制影響的學生，該校決定讓該批學生受惠於此計劃。至於該校的中二或以上學生，則可繼續留在唐乃勤初中書院完成中五課程。

## 歷任校長
- 陳紹鉅博士（1991年-2009年）
- 戚美玲（2009年-2013年）
- 李盤勝博士（2013年-2021年）
- 邱萬光（2021年至今）

## 著名/傑出校友

### 演藝界
- 駱振偉：now 101台節目主持
- 麥貝夷：歌手、舞台劇演員
- 陳曉琪：創作歌手（中六學期完結後離校）
- 李綺雯：無綫電視藝員
- 張家誠：著名作曲家
- 黃万亭：填詞人
- 禤梓峰：舞台劇火影忍者飾演大蛇丸、金剛大戰哥斯拉配音擬人化金剛，後因無牌駕駛高爾夫球車被判入獄
- 阮頌揚：新晉男演員
- 吳崇軒：演員

### 政界
- 陳沛然：前立法會議員（醫學界）[3]
- 梁子穎，MH：立法會議員（勞工界）、葵青區議會安蔭選區（S08）前區議員
- 梁翊婷：前民主黨副主席、觀塘區議會觀塘中心選區（J01）前區議員
- 陳凱欣：立法會議員（選舉委員會）
- 陸瀚民：立法會議員（選舉委員會）、麗新集團主席辦公室首席戰略官（2002年中七）[4]

### 傳媒界
- 劉晧韶：前 now寬頻電視主播
- 陳潁楓： now寬頻電視主播
- 盧雪穎： now寬頻電視財經資訊部高級記者
- 李小薇： 香港電台電視節目主持、前亞視新聞記者

### 教育界
- 葛展榮：香港城市大學傳染病及公共衛生學系助理教授

## 外部連結
- 保良局莊啟程預科書院 （页面存档备份，存于）